# Giro dell'Umbria 1979
Il Giro dell'Umbria 1979, trentottesima edizione della corsa, si svolse il 4 agosto 1979 su un percorso di 234 km. La vittoria fu appannaggio dell'italiano Carmelo Barone, che completò il percorso in 6h27'00", precedendo i connazionali Pierino Gavazzi e Silvano Contini.

## Ordine d'arrivo (Top 10)
| Pos. | Corridore                | Squadra              | Tempo    |
| ---- | ------------------------ | -------------------- | -------- |
| 1    | Carmelo Barone           | Gis Gelati           | 6h27'00" |
| 2    | Pierino Gavazzi          | Zonca-Santini        | a 50"    |
| 3    | Silvano Contini          | Bianchi-Faema        | s.t.     |
| 4    | Gianbattista Baronchelli | Famcucine-Campagnolo | s.t.     |
| 5    | Alfio Vandi              | Famcucine-Campagnolo | s.t.     |
| 6    | Stefano d'Arcangelo      | Sapa Assicurazioni   | s.t.     |
| 7    | Leonardo Mazzantini      | Zonca-Santini        | s.t.     |
| 8    | Marino Amadori           | Sapa Assicurazioni   | s.t.     |
| 9    | Luciano Loro             | Mecap-Hoonved        | s.t.     |
| 10   | Roberto Visentini        | CBM Fast-Gaggia      | s.t.     |